# Blåbärsparkmätare
Blåbärsparkmätare Eulithis populata är en fjärilsart som beskrevs av Carl von Linné 1758. Blåbärsparkmätare ingår i släktet Eulithis och familjen mätare, Geometridae. Arten är reproducerande i Sverige. Inga underarter finns listade i Catalogue of Life.

## Bildgalleri

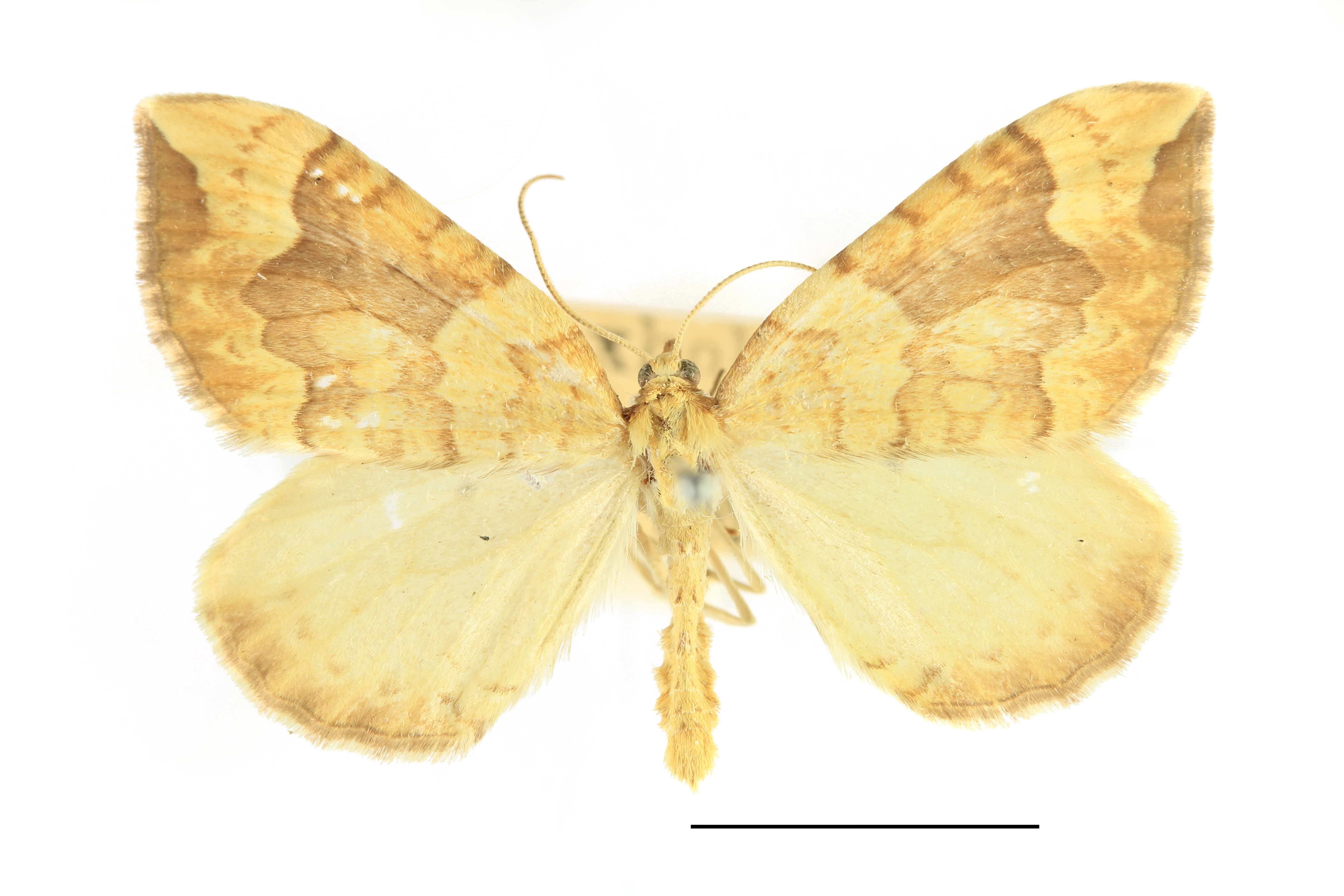
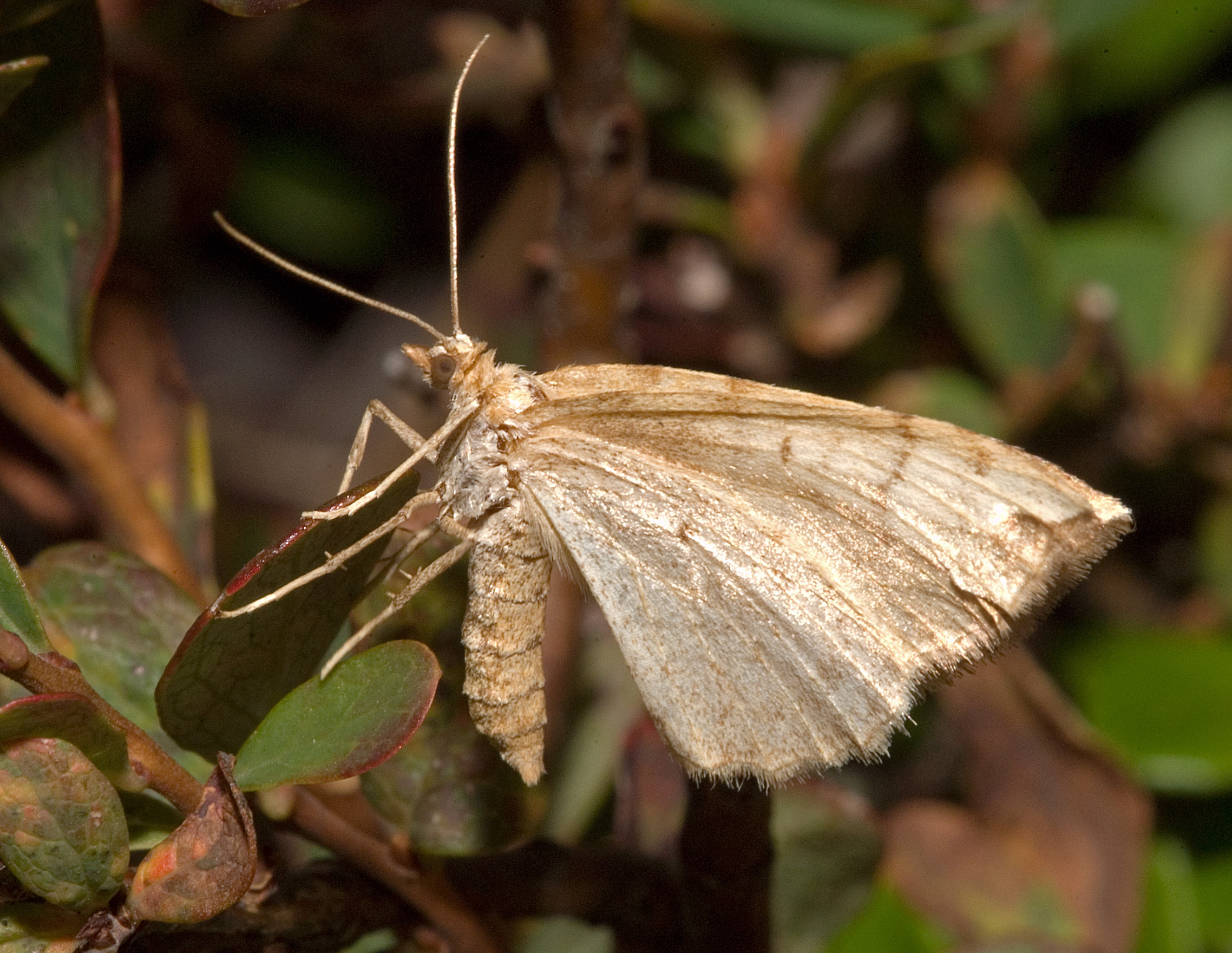
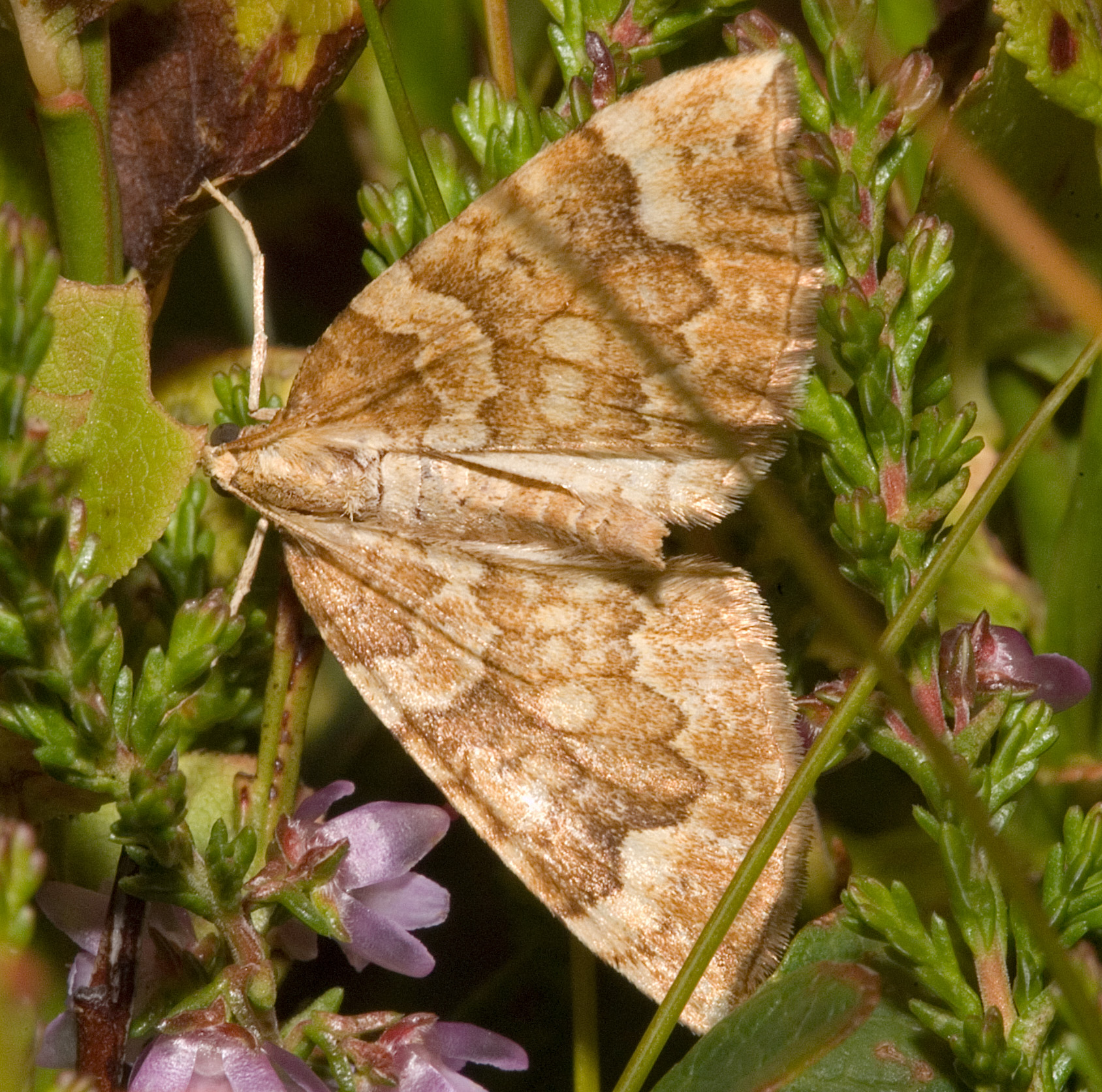